# Блус Брадърс (група)
„Блус Брадърс“ (на английски: The Blues Brothers) е американска блус рок, ритъм енд блус и соул група, създадена през 1978 година.
Тя е сформирана от комиците Джон Белуши и Дан Акройд в ролите на музиканти във връзка с техен скеч за телевизионното предаване „Сатърдей Найт Лайв“. Включва известни музиканти, повечето от постоянната музикална група на предаването. След поредица успешни скечове и концертен албум групата придобива широка известност с филма „Блус Брадърс“ („The Blues Brothers“) на Джон Ландис от 1980 г.
След смъртта на Джон Белуши през 1982 година групата продължава да се събира в различен състав с продължителни прекъсвания, включително за продължението на филма „Блус Брадърс 2000“ през 1998 година.